# Số nguyên tố tốt
Số nguyên tố tốt (tiếng Anh: good prime) là số nguyên tố có bình phương lớn hơn tích của số nguyên tố liền trước nó một đoạn i và số nguyên tố liền sau nó một đoạn i, với mọi i.
Một số nguyên tố tốt thỏa mãn bất đẳng thức
{\displaystyle p_{n}^{2}>p_{(n-i)}\cdot p_{(n+i)}}
với mọi 1 ≤ i ≤ n−1, với pn là số nguyên tố thứ n.
Ví dụ: Các số nguyên tố đầu tiên là 2, 3, 5, 7 và 11. Đối với 5, hai điều kiện có thể được viết là
{\displaystyle 5^{2}>3\cdot 7}
{\displaystyle 5^{2}>2\cdot 11}
Hai điều kiện này đúng, do đó 5 là một số nguyên tố tốt.
Có vô số số nguyên tố tốt. Một vài số nguyên tố tốt đầu tiên là
5, 11, 17, 29, 37, 41, 53, 59, 67, 71, 97, 101, 127, 149 (dãy số A028388 trong bảng OEIS).